# Салінар (культура)

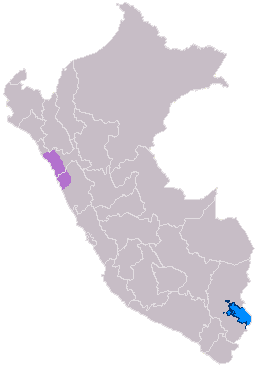
Область культури Салінар

Салінар — археологічна доколумбова культура в Андах на території сучасного регіону Анкаш в Перу. Існувала в період між 200 роком до н. е. і 200 роком н. е. Зосереджена була в долині річки Чікама, окремі артефакти трапляються біля річки Віру.

## Історія
Утворилася через деякий час після занепаду культури Чавін, проте зуміла набути своєрідності, не повторюючи чавінців. Панувала на північному перуанському узбережжі. Було перехідним етапом між Купіскіне та Моче. Найбільшим центром було поселення Керро Арена, яка мала площу 2,5 км2. В часи розквіту Салінар тут розташовувався верховний центр, де виявлено близько 2000 кам'яних споруд, зокрема культового і адміністративного характеру.
Про політичну історію відомо замало, проте наявність укріплень навколо кожного поселення свідчать про постійні військові дії, з якими стикалися салінарці.
Зникла за невідомих причин близько 200 року н. е. Стала однією з основ формування культур Моче і Віру.

## Економіка
Основою господарства було землеробство. Представники цієї культури вирощували маїс, гарбузи, пепіно, лукуму, квасолю, хіну, коку. Площі сільськогосподарських угідь були значно збільшені у порівняні з культурою Купіскіне. Вони вже вміли зводити поливні тераси для кращого використання невеликих просторів зрошуваних земель, зберігали зерно в коморах і знали, як шляхом бродіння з нього отримувати чічу (ферментоване пиво).
Було розвинено скотарство, вирощували лам для отримання м'яса, шкіри та кістки. Також поширення набуло домашнє птахівництво. Допоміжний характер мало збиральництво, насамперед молюсків.

## Ремесла
Уславилися виготовлення тканин, оборобкою металів й кістки. Текстильні вироби виготовлялися за допомогою найпростіших технічних прийомів з вовни та бавовни. Найчастіше це плетені вироби.
Відомо про майстерність з обробки золота. Вміли створювати прикраси з золота, розплющеними в тонкі листи: золоті кільця, прикраси носа і пластинки, що закривали рот небіжчику. На деяких золотих виробах помітні сліди паяння.
З кістки виготовляли лопатки і голки, іноді з різьбленим орнаментом чавіноподібного вигляду, а також кам'яні намиста.

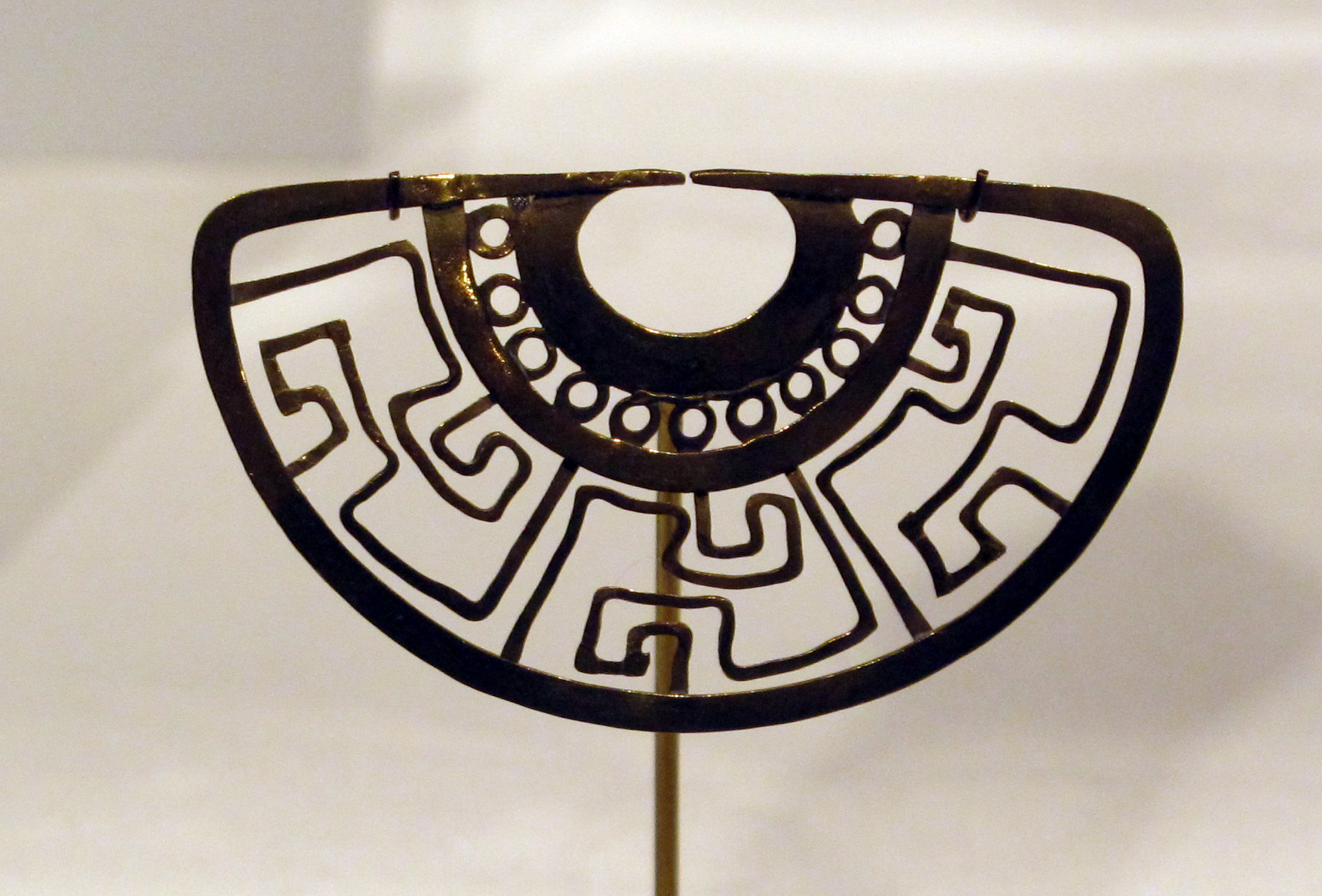
Прикраси для носа
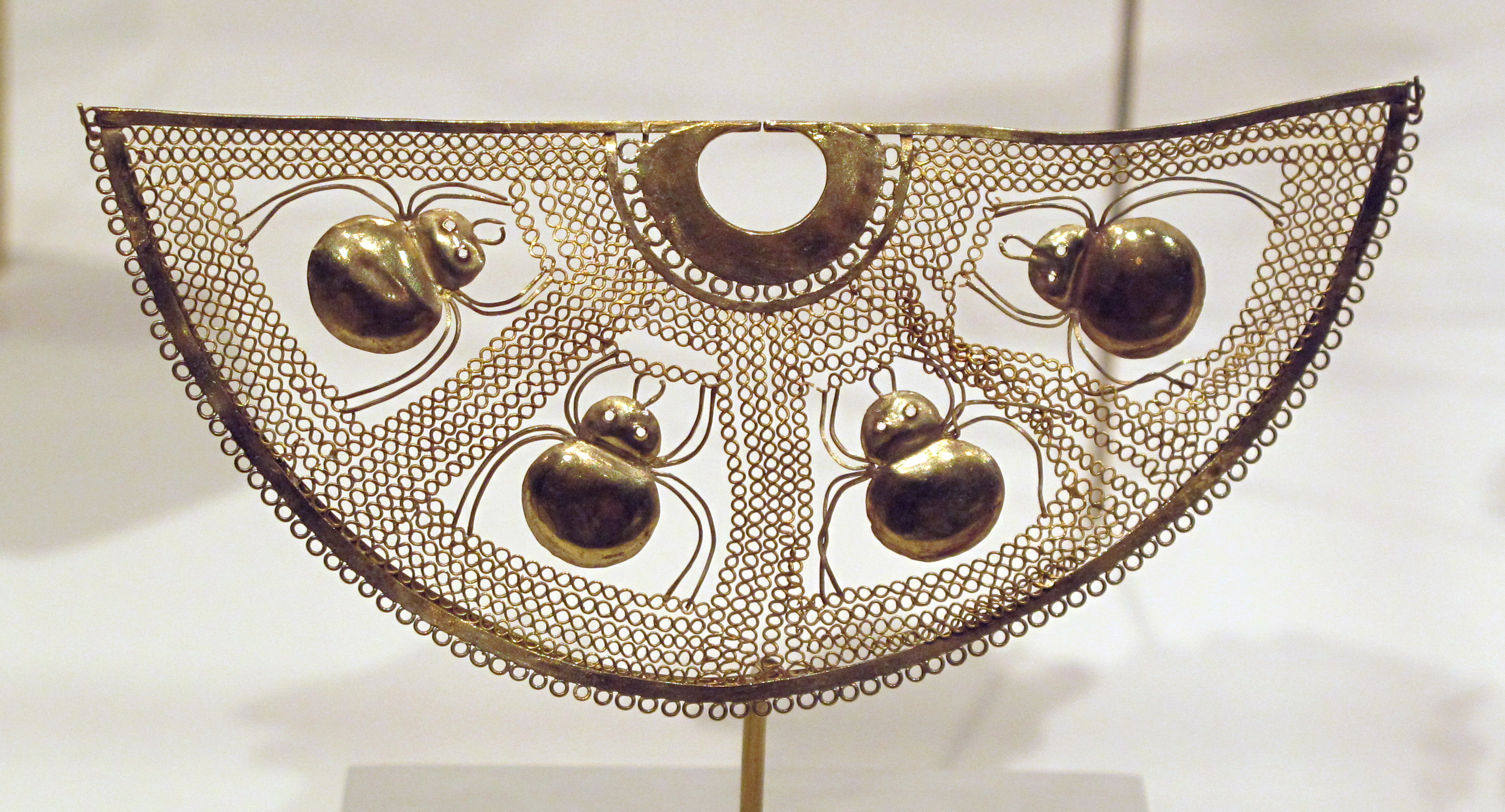
Прикраси для носа

## Одяг
Більшість населення носило простійші сорочки на кшталт сучасних пончо. На голові носили капелюх або пов'язку, два кінці якої закріплені чи спускаються на спину. Інший головний убір — конічний капелюшок. Волосся чубчиком закривали лоба, а ззаду спускалися на шию. У вухах часто носили прикраси, на шиї — намисто або бісер, на руках — браслети.

## Архітектура
Будови, що відносяться до цієї культури, поки не знайдені, і про тип будівель вчені знають лише завдяки зображенням будинків на фігурних посудинах. Це були чотирикутні будівлі, відкриті з одного боку, з пласким односхилим дахом, що розташовувався на балках. Були, судячи по зображеннях, і будови типу веж (чульп). Також зводили храми з адобів.

## Поховання
У витягнутих овальних ґрунтових ямах містилися поодинокі, зрідка парні поховання. У ямах іноді знаходилася невелика підкладка з кам'яним закладом. Тіла померлих клали у витягнутому положенні, на правому боці і підпирали посудинами або камінням. Ноги іноді дещо були зігнуті, руки витягнуті.
Небіжчиків вкривали тканинами і забезпечували прикрасами. Іноді рот померлого закривали золотою платівкою. У могили разом з небіжчиком поміщали глиняні і гарбузові посудини з їжею. Інколи зустрічаються зернотертки і розтиральники. Часто тут же знаходяться і скелети собак. Важлива риса поховального обряду є присутність червоної фарби в грудках. Орієнтування кістяків не постійна, але в більшості випадків небіжчики лежать головою на північний захід.

## Кераміка
Серед основних форм посуду культури виділяються посудини із стрілоподібною шийкою і «бутлі». Новими формами були глечики з пласкою ручкою і посудини з двома шийками, при цьому одна з них зазвичай оформлено у вигляді скульптурної фігурки. Зустрічаються невеличкі округлі посудини.
Для прикраси посуду застосовуються перш за все скульптурні прийоми. Фігурні посудини дуже специфічні. Тут однаковою мірою поширені антропоморфні, зооморфні та інші фігури, доволі сильно стилізовані. Особливістю всіх цих зображень є кругла голова з сплощеним щоками і маленькими, абсолютно круглими очима з точкою в центрі.
Крім скульптурного оформлення посудин, використовувався, хоча і рідше, розпис, що доповнювався нарізкою. У ній найчастіше застосовувався білий колір на червоному тлі глини. Дуже часто фарба служила для прикраси окремих частин скульптури на фігурних посудинах.
Вся орнаментика кераміки цієї культури дуже своєрідна і не має яскраво виражених слідів впливу культури Чавін, на відміну від сусідніх культур. Серед геометричних мотивів зустрічаються ступінчасті фігури, переплетені смуги, трикутники, що звисають по плечах судини, хвилясті лінії та інші елементи.

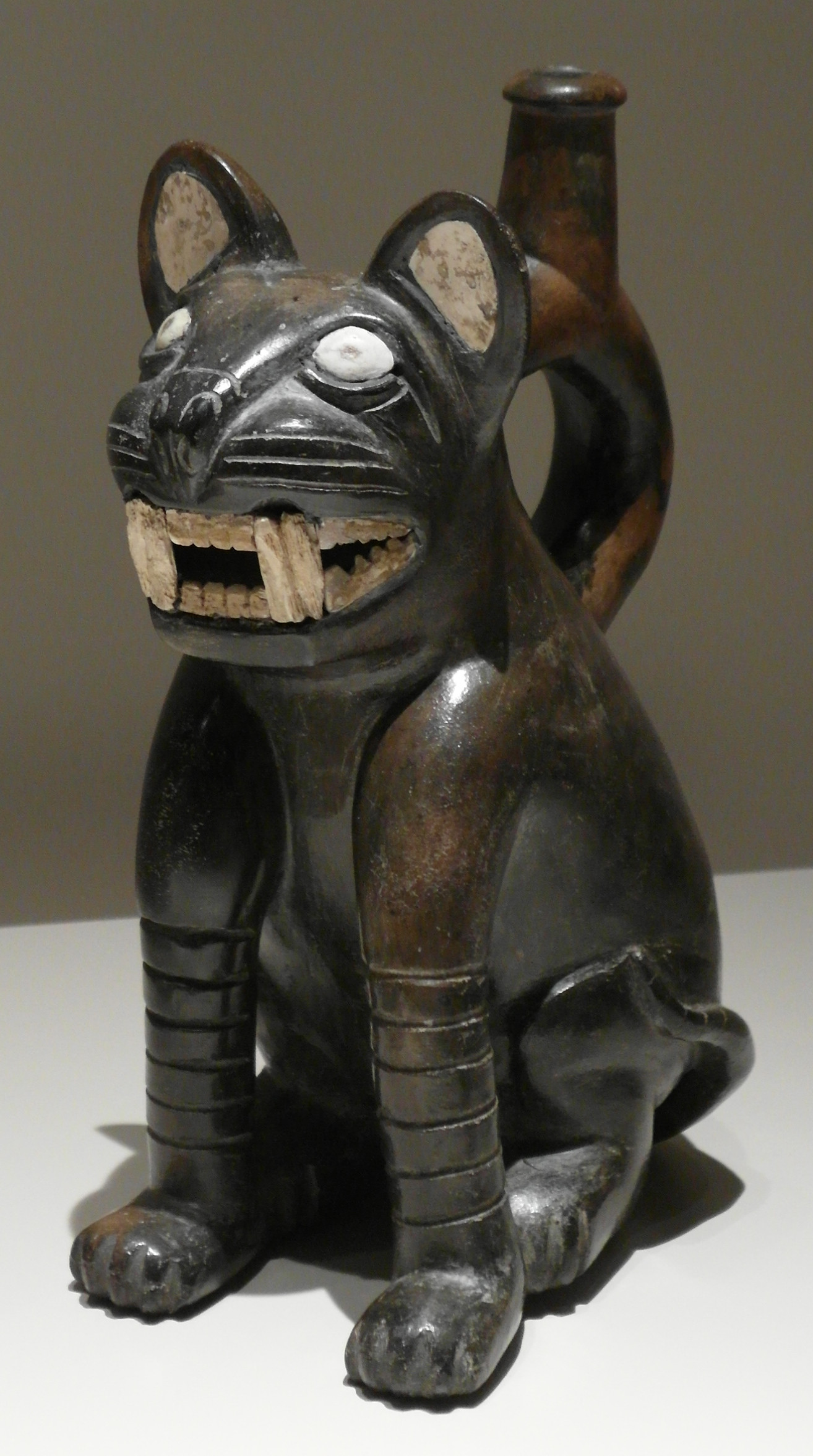
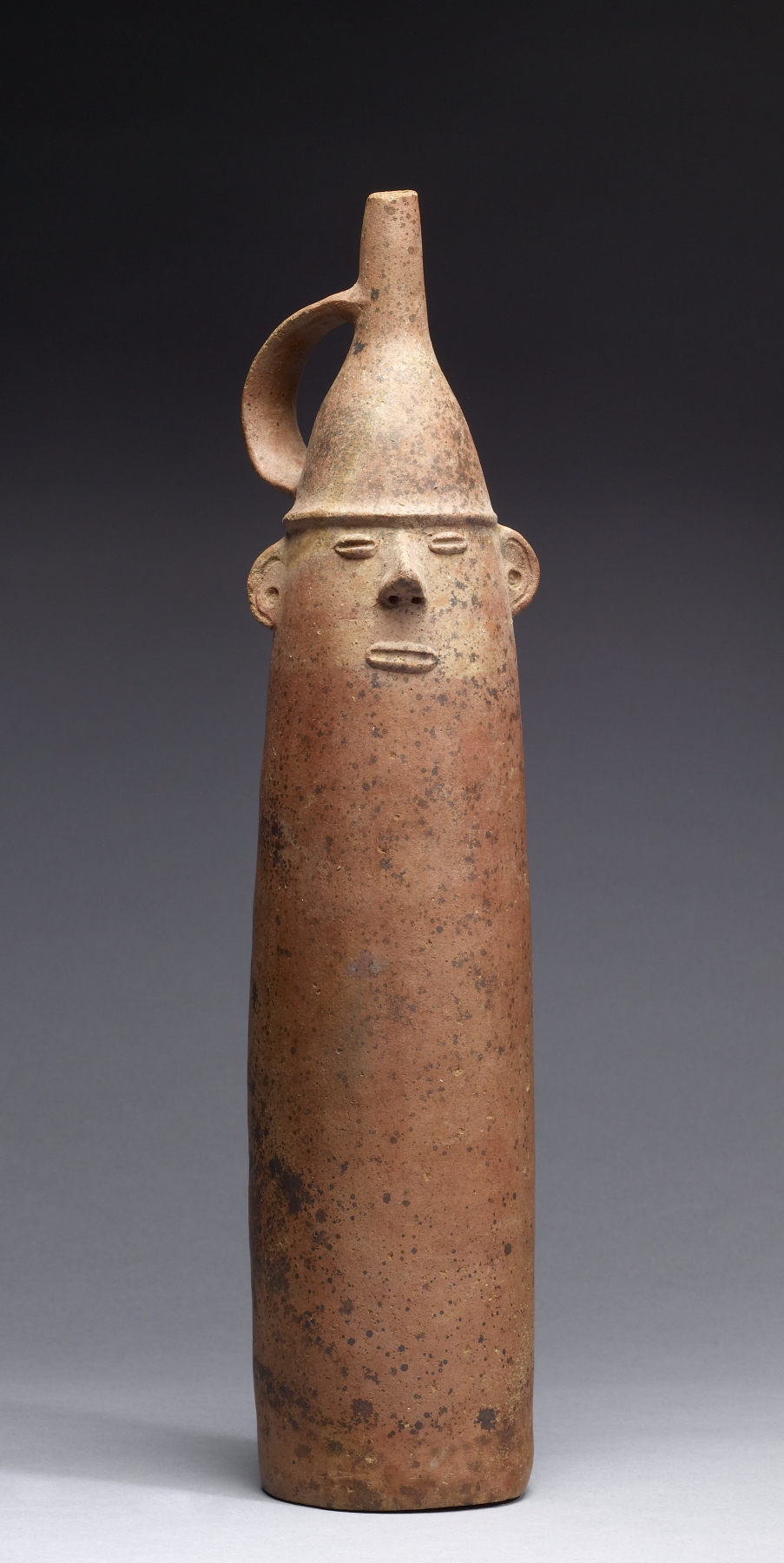

## Дослідження
У 1944 році виявлено археологом Р. Ларко Ойле. Останній продовжив дослідження протягом 1940-х років. У 1960—1961 роках розкопки проводив М.Тоул.